# Elecciones estatales de Kelantan de 1986
Las elecciones estatales de Kelantan de 1986 tuvieron lugar el 3 de agosto del mencionado año con el objetivo de renovar los 39 escaños de la Asamblea Legislativa Estatal, que a su vez investiría a un Menteri Besar (Gobernador o Ministro Principal) para el período 1986-1991, a no ser que se realizaran elecciones adelantadas durante este período. Al igual que todas las elecciones estatales kelantanesas, excepto las de 1978, se celebraron al mismo tiempo que las elecciones federales para el Dewan Rakyat de Malasia a nivel nacional.
El Barisan Nasional (Frente Nacional), coalición dominante del país y gobernante en el estado desde 1978, obtuvo la victoria con el 52.44% del voto popular y 29 de los 39 escaños de la Asamblea. El opositor Partido Islámico Panmalayo (PAS), mantuvo los 10 escaños que conservaba de las anteriores elecciones y, aunque acaparó casi todo el voto contrario con un 47.03%, no obtuvo más de un tercio de las bancas debido al sistema de escrutinio mayoritario uninominal defectuoso que regía en el país y en el estado. La participación electoral fue del 75.49%. Con este resultado, el Menteri Besar Mohamed Yaacob, de la Organización Nacional de los Malayos Unidos (UMNO), fue reelegido para un tercer mandato.
Esta elección representó la tercera y última ocasión en que el PAS no ganó las elecciones estatales de Kelantan. A partir de los siguientes comicios, el PAS ganaría y mantendría el gobierno sin interrupciones. Dado que el PAS no ha formado parte nuevamente ni del Barisan Nasional ni de su sucesor en el gobierno de Malasia, el Pakatan Harapan (aunque formó parte de ambos en algún momento), estos comicios marcaron la última vez que Kelantan se vio gobernado por una alianza favorable al oficialismo federal.

## Resultados
El PAS fue la fuerza unitaria en obtener más votos, pero la UMNO logró más escaños y el Barisan Nasional en su conjunto logró más votos. Fueron los últimos comicios antes del ascenso de Fadzil Noor al liderazgo del PAS y su agenda reformista, que facilitarían al partido la victoria en 1990.
|  | 46.99 % |

|  | 66.67 % |

|  | 3.49 % |

|  | 5.13 % |

|  | 1.96 % |

|  | 2.56 % |

|  | 52.44 % |

|  | 74.36 % |

|  | 47.03 % |

|  | 25.64 % |

|  | 0.53 % |

|  | 0.00 % |

|  | 96.64 % |

|  | 3.36 % |

|  | 100.00 % |

|  | 75.49 % |